# Warren Skaaren
Warren Skaaren, né le 9 mars 1946 à Rochester, Minnesota et décédé le 28 décembre 1990 à Austin, Texas, est un scénariste américain.
Il est diplômé de l'Université Rice en 1969.

## Vie privée
Warren Skaaren a écrit les scénarios de trois films à succès : Le Flic de Beverly Hills 2 (1987), Beetlejuice (1988) et Batman (1989). Au moment de sa mort, il avait terminé un scénario intitulé Beetlejuice in Love.
Skaaren était originaire de Rochester, Minnesota. Il est diplômé de l'Université Rice à Houston, Texas en 1969. Il a été président de l'association étudiante de 1968 à 1969 et membre du Hanszen College. Il a déménagé à Austin, au Texas et a commencé à travailler au ministère de la Santé et des Services sociaux du Texas.
Il a épousé Helen Griffin le 7 mars 1969. Lui et sa femme ont accueilli sept enfants et il a aidé à fonder la Travis County Foster Parents Association. Il a également siégé au conseil d'administration de la Deborah Hay Dance Company. En 1986, il a créé une fondation caritative privée, la Laurel Foundation, et s'est impliqué auprès du East West Center, un fournisseur de produits alimentaires macrobiotiques.
Il est décédé d'un cancer des os le 28 décembre 1990. Il avait 44 ans.

## Héritage
Les archives de Skaaren résident au Harry Ransom Center de l'Université du Texas à Austin. En 2021, il a été rapporté que le Rochester Community and Technical College (dont Skaaren était un ancien élève) avait reçu un don de 75 000 $ du fonds en fiducie de Skaaren, qui finançait des bourses pour les étudiants ayant besoin d'une aide financière.

## Filmographie

### Cinéma
Scénariste
- 1986 : Fire with Fire
- 1987 : Le Flic de Beverly Hills 2
- 1988 : Beetlejuice
- 1989 : Batman

Producteur
- 1986 : Top Gun

## Distinctions
Nominations
- Saturn Award :
  - Saturn Award du meilleur scénario 1990 (Beetlejuice)
- Prix Hugo :
  - Meilleur film 1989 (Beetlejuice)
  - Meilleur film 1990 (Batman)